# Nervijuncta punctata
Nervijuncta punctata är en tvåvingeart som beskrevs av Tonnoir 1927. Nervijuncta punctata ingår i släktet Nervijuncta och familjen hårvingsmyggor. Inga underarter finns listade i Catalogue of Life.